# Мишлибожки окръг
Мишлибожки окръг (на полски: Powiat myśliborski) е окръг в Западнопоморско войводство, Северозападна Полша. Заема площ 1182,40 km2. Административен център е град Мишлибож.

## География
Окръгът се намира в историческия регион Померания. Разположен е в югозападната част на войводството.

## Население
Населението на окръга възлиза на 67 996 души (2012 г.). Гъстотата е 56 души/km2.

## Административно деление
Административно окръгът е разделен на 5 общини.
Градско-селски общини:
- Община Барлинек
- Община Дембно
- Община Мишлибож

Селски общини:
- Община Болешковице
- Община Новогродек Поморски

## Фотогалерия
- Барлинек
- Мишлибож
- Дембно